# Wilhelmplatz
Wilhelmplatz foi uma praça de Berlim, Alemanha que estabelecia esquina da  Wilhelmstrasse e Voßstraße no distrito de Berlim-Mitte. Durante a era nazista, foi construído nesta praça o prédio da Propagandaministerium, planejado por Albert Speer.